# Talorchestia longicornis
Talorchestia longicornis är en kräftdjursart som beskrevs av Sau. 1818. Talorchestia longicornis ingår i släktet Talorchestia och familjen tångloppor. Inga underarter finns listade i Catalogue of Life.